# آر. ووكر
آر. ووكر (بالإنجليزية: R. B. J. Walker)‏ (و. 1980  م) هو منظر سياسي كندي.